# Aven Colony
Pour les articles homonymes, voir Aven (homonymie).
Aven Colony est un jeu vidéo de gestion de type city-builder développé par Mothership Entertainment et publié par Team17 en 2017. Il se déroule dans un univers de science-fiction dans lequel le joueur doit établir et développer une colonie humaine sur une planète extraterrestre.

## Système de jeu
Le joueur prend le rôle de Gouverneur et doit superviser les ressources (oxygène, eau, nourriture, électricité etc), la population et l’expansion de la colonie. Il doit également protéger les constructions face à l'environnement et aux créatures hostiles.

## Accueil
- Canard PC : 5/10[2]